# Leptothorax costatus
Leptothorax costatus är en myrart som beskrevs av Carlo Emery 1896. Leptothorax costatus ingår i släktet smalmyror, och familjen myror. Inga underarter finns listade i Catalogue of Life.